# Renaioli

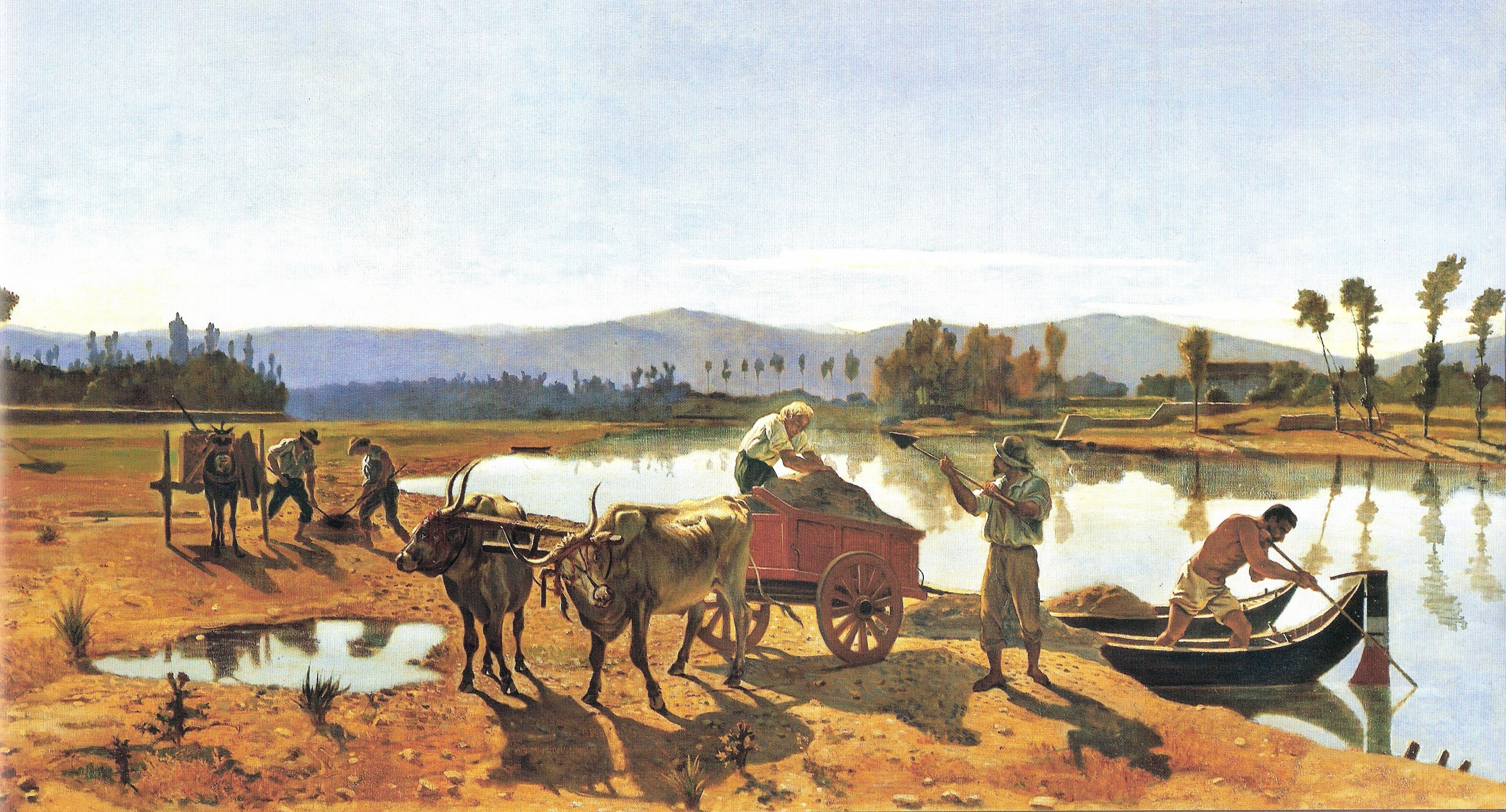
Stanislao Pointeau, I renaioli dell'Arno

I renaioli, o renai, erano quegli operai che, nella prima metà del '900, prelevavano sabbia o ghiaia da un fiume adoperando appositi barchini. Nel secondo dopoguerra vennero soppiantati da metodi più moderni per l'estrazione del materiale fluviale quali il dragaggio.
I renaioli sono stati spesso immortalati nell'opera dei pittori macchiaioli e di altri, oltre ai fotografi dell'epoca. 